# Eugenie Bouchard
Eugenie «Genie» Bouchard (Montreal, 25 de febrer de 1994) és una tennista professional quebequesa, guanyadora d'un títol individual. En el Torneig de Wimbledon 2014 va esdevenir en la primera canadenca (tan homes com dones) d'arribar a la final d'un Grand Slam en categoria individual, acabant finalista contra Petra Kvitova. També va arribar a les semifinals de l'Open d'Austràlia 2014 i de Roland Garros 2014 i va guanyar el títol de 2012 de Wimbledon en categoria júnior. La bona temporada realitzada durant el 2013 li va ser permetre ser nomenada WTA Revelació de l'Any, però l'any següent encara va aconseguir millors resultats i fou guardonada amb el premi de tennista més millorada.
Ha format part de l'equip canadenc de la Billie Jean King Cup en diverses ocasions i va col·laborar en la consecució del títol en l'edició de 2023.

## Biografia
Michel Bouchard, un banquer d'inversió, i Julie Leclair, són els pares d'Eugenie. Té una germana bessona, Beatrice, que és sis minuts més gran, i ambdues porten el nom de les filles del príncep Andreu de York, Beatriu de York i Eugènia de York. Té dos germans menors, Charlotte (1995) i William (1999), que també tenen nom en honor de la reialesa, en aquest cas en referència a Carlota Casiraghi i Guillem de Cambridge.
Bouchard va començar a jugar tennis a l'edat de cinc anys i sent membre del Centre de Formació Nacional de Tennis del Canadà a Montreal. Ella va assistir a l'Escola d'Estudis en Westmount. Als 12 anys, es va traslladar a Florida amb la seva mare per a ser entrenada pel famós preparador Nick Saviano, on va conèixer a una de les seves millors amigues de la infància, la tennista Laura Robson. El seu pare va establir una societat limitada anomenada "Tennis Mania" per donar suport a la carrera d'Eugenie. Junt amb dos inversors van contribuir amb diners a l'associació, a canvi d'un 10 per cent dels guanys futurs de Bouchard quan ella es convertís en jugadora de tennis professional. L'agost de 2013, un tribunal va dictaminar que l'associació no té reclamacions legals per Eugenie, en aquell temps, una nena de 9 anys, no podria haver acordat raonablement a regalar parts dels seus guanys futurs. El seu pare havia argumentat que els diners que havia posat en l'associació abans que Eugenie es convertís en professional va ser una pèrdua de negoci que hauria significat un benefici fiscal per ell mateix.
Als quinze anys, Bouchard va tornar a Montreal per entrenar. Una estudiant competent en matemàtiques i ciències, va considerar estudiar medicina. El seu jugador favorit és Roger Federer, a qui va conèixer el 2012 a Wimbledon. Ella va descriure a parlar amb Federer com un punt culminant de la seva vida. El 2013, Bouchard va contractar l'extennista Nathalie Tauziat com a entrenadora a temps parcial i perquè l'acompanyés en els viatges. Amb Tauziat, Bouchard va transformar la seva defensa i recuperar les tàctiques i agressivitat que havia adquirit en la seva etapa júnior. Tauziat fou acomiadada a final de temporada i Saviano es va comprometre amb un paper més important al costat Bouchard.
Parla amb fluïdesa el francès i l'anglès. El 2013 va aparèixer en la sèrie de televisió The Social de la CTV.

## Torneigs Grand Slam

### Individual: 1 (0−1)
| Resultat  | Núm. | Any  | Torneig   | Oponent       | Marcador |
| --------- | ---- | ---- | --------- | ------------- | -------- |
| Finalista | 1.   | 2014 | Wimbledon | Petra Kvitová | 3−6, 0−6 |

## Palmarès

### Individual: 8 (1−7)
| 2009 − 2020             | Després de 2021 |
| ----------------------- | --------------- |
| Grand Slam (0−1)        |                 |
| WTA Finals (0−0)        |                 |
| Premier Mandatory (0−0) | WTA 1000 (0−0)  |
| Premier 5 (0−1)         | WTA 1000 (0−0)  |
| Premier (0−0)           | WTA 500 (0−0)   |
| International (1−4)     | WTA 250 (0−1)   |

| Títols per superfície |
| --------------------- |
| Dura (0−5)            |
| Gespa (0−1)           |
| Terra batuda (1−1)    |

| Resultat   | Núm. | Data                   | Torneig                | Superfície   | Oponent             | Marcador         |
| ---------- | ---- | ---------------------- | ---------------------- | ------------ | ------------------- | ---------------- |
| Finalista  | 1.   | 13 d'octubre de 2013   | Osaka, Japó            | Dura         | Samantha Stosur     | 6−3, 5−7, 2−6    |
| Guanyadora | 1.   | 24 de maig de 2014     | Nuremberg, Alemanya    | Terra batuda | Karolína Plísková   | 6−2, 4−6, 6−3    |
| Finalista  | 2.   | 5 de juliol de 2014    | Wimbledon, Regne Unit  | Gespa        | Petra Kvitová       | 3−6, 0−6         |
| Finalista  | 3.   | 27 de setembre de 2014 | Wuhan, Xina            | Dura         | Petra Kvitová       | 3−6, 4−6         |
| Finalista  | 4.   | 16 de gener de 2016    | Hobart, Austràlia      | Dura         | Alizé Cornet        | 1−6, 2−6         |
| Finalista  | 5.   | 6 de març de 2016      | Kuala Lumpur, Malàisia | Dura         | Elina Svitòlina     | 7−6(5), 4−6, 5−7 |
| Finalista  | 6.   | 13 de setembre de 2020 | Istanbul, Turquia      | Terra batuda | Patricia Maria Țig  | 6−2, 1−6, 6−7(4) |
| Finalista  | 7.   | 14 de març de 2021     | Guadalajara, Mèxic     | Dura         | Sara Sorribes Tormo | 2−6, 5−7         |

### Dobles femenins: 5 (1−4)
| 2009 − 2020             | Després de 2021 |
| ----------------------- | --------------- |
| Grand Slam (0−0)        |                 |
| WTA Finals (0−0)        |                 |
| Premier Mandatory (0−0) | WTA 1000 (0−0)  |
| Premier 5 (0−0)         | WTA 1000 (0−0)  |
| Premier (0−0)           | WTA 500 (0−0)   |
| International (1−3)     | WTA 250 (0−1)   |

| Títols per superfície |
| --------------------- |
| Dura (1−4)            |
| Gespa (0−0)           |
| Terra batuda (0−0)    |

| Resultat   | Núm. | Data                 | Torneig                     | Superfície | Parella          | Oponents                            | Marcador            |
| ---------- | ---- | -------------------- | --------------------------- | ---------- | ---------------- | ----------------------------------- | ------------------- |
| Finalista  | 1.   | 3 d'agost de 2013    | Washington DC, Estats Units | Dura       | Taylor Townsend  | Shuko Aoyama Vera Dushevina         | 3−6, 3−6            |
| Finalista  | 2.   | 6 d'agost de 2017    | Washington DC (2)           | Dura       | Sloane Stephens  | Shuko Aoyama Renata Voráčová        | 3−6, 2−6            |
| Finalista  | 3.   | 21 d'octubre de 2017 | Luxemburg, Luxemburg        | Dura (i)   | Kirsten Flipkens | Lesley Kerkhove Lidziya Marozava    | 7−6(4), 4−6, [6−10] |
| Guanyadora | 1.   | 6 de gener de 2019   | Auckland, Nova Zelanda      | Dura       | Sofia Kenin      | Paige Mary Hourigan Taylor Townsend | 1−6, 6−1, [10−7]    |
| Finalista  | 4.   | 7 de març de 2021    | Lió, França                 | Dura (i)   | Olga Danilović   | Viktória Kužmová Arantxa Rus        | 6−3, 5−7, [7−10]    |

### Equips: 1 (1−0)
| Resultat   | Núm. | Data                   | Torneig                                | Superfície | Equip                                                              | Oponents                                                                                   | Marcador |
| ---------- | ---- | ---------------------- | -------------------------------------- | ---------- | ------------------------------------------------------------------ | ------------------------------------------------------------------------------------------ | -------- |
| Guanyadora | 1.   | 12 de novembre de 2023 | Billie Jean King Cup, Sevilla, Espanya | Dura (i)   | Gabriela Dabrowski Leylah Fernandez Rebecca Marino Marina Stakusic | Lucia Bronzetti Elisabetta Cocciaretto Jasmine Paolini Lucrezia Stefanini Martina Trevisan | 2−0      |

## Trajectòria

### Individual
| Open d'Austràlia | Q2          | SF          | QF          | 2R    | 3R          | 2R          | 2R          |    | 0 / 6     | 14 – 6    |
| Roland Garros | 2R          | SF          | 1R          | 2R    | 2R          | Q1          | 1R          | 3R | 0 / 8     | 10 – 8    |
| Wimbledon | 3R          | F           | 1R          | 3R    | 1R          | 2R          | 1R          | NC | 0 / 7     | 11 – 7    |
| US Open | 2R          | 4R          | 4R          | 1R    | 1R          | 2R          | 1R          |    | 0 / 7     | 8 – 6     |
| Jocs Olímpics | No celebrat | No celebrat | No celebrat | 2R    | No celebrat | No celebrat | No celebrat |    | 0 / 1     | 1 – 1     |
| WTA Finals | A           | RR          | A           | A     | A           | A           | A           |    | 0 / 1     | 0 – 3     |
| Total Victòries–Derrotes | 39−24       | 45−23       | 12−18       | 31−24 | 13−21       | 23−18       |             |    | 248 – 175 | 248 – 175 |
| Rànquing a final d'any | 32          | 7           | 48          | 46    | 81          | 87          |             |    |           |           |
| Llegenda: G: Guanyadora; F: Finalista; SF: Semifinalista; QF: Quarts de final; Q: Qualificació; A: Absent; RR: Round Robin; |             |             |             |       |             |             |             |    |           |           |

## Guardons
- WTA Newcomer of the Year (2013)
- WTA Most Improved Player (2014)
- Millor tennista femenina del Canadà (2013, 2014, 2015)